# Predator 2
Predator 2 è un film del 1990, diretto da Stephen Hopkins e interpretato da Danny Glover.
Sequel del film Predator (1987), che annoverava Arnold Schwarzenegger quale protagonista.
In Italia è uscito al cinema (vietato ai minori di 18 anni) giovedì 25 aprile 1991 distribuito dalla 20th Century Fox.

## Trama
Los Angeles, 1997. In un ipotetico futuro la città è devastata da continue lotte tra forze dell'ordine e bande di narcotrafficanti, sempre più potenti e in numero maggiore rispetto alla polizia, che causano violente sparatorie per le strade.
Mike Harrigan, durissimo ma onesto tenente di polizia dai metodi poco ortodossi, decide di prendere in mano la situazione, intervenendo in una di queste sparatorie contro degli spacciatori colombiani. Nel frattempo qualcosa sta osservando tutto dai tetti e irrompe in un edificio nel quale si è radunato un gruppo di delinquenti. Entrati nel palazzo, Mike e i suoi colleghi e amici Danny Archuleta e Leona Cantrell scoprono che gli uomini della gang sono stati tutti uccisi brutalmente e che uno di questi è stato appeso al soffitto. L'unico sopravvissuto della gang, il boss El Scorpio, in preda al terrore, viene poi ucciso da Harrigan sul tetto dell'edificio. Il poliziotto, redarguito dal capitano Heinmann per aver compiuto insubordinazione, se la dovrà vedere anche con l'intervento di un ambiguo agente del governo, Peter Keyes, che sembra stare indagando su un'ondata di feroci uccisioni che stanno colpendo alcuni pericolosi signori del crimine della città.
Inizialmente questi omicidi vengono presi per feroci rituali voodoo, perpetrati dai gangster giamaicani nella lotta contro il cartello colombiano per il predominio nello spaccio della droga. Infatti un gruppo di uomini, durante uno di questi rituali, vengono massacrati e scorticati vivi, per poi essere appesi al soffitto; all'arrivo degli agenti è sopravvissuta solo l'amante dell'uomo sacrificato, unica a non essere armata e che ha visto il misterioso aggressore restando traumatizzata. Ma altri inquietanti indizi, uniti alla segretezza con cui gli uomini dell'Agenzia Anti-Droga (DEA) lavorano sul caso, conducono Mike Harrigan a intuire che c'è sotto qualcosa di più di una guerra tra bande. Danny, recatosi su ordine di Harrigan nel luogo in cui si è compiuto l'ultimo massacro, viene sorpreso dal misterioso essere che ha decimato le due gang e ucciso. Del tutto ostracizzato dai suoi superiori - che gli impediscono in tutti i modi di interferire con il lavoro dei federali - e carico di rabbia per la morte dell'amico, Harrigan cerca, senza fortuna, aiuto dall'unica persona che possa comprenderlo, il boss della gang giamaicana King Willie, il quale ha perso molti dei suoi uomini, ed ha intuito che dietro tutte quelle morti c'è di mezzo qualcosa di non umano. Pochi minuti dopo il loro incontro, il malvivente verrà a sua volta decapitato dall'alieno, che conserva poi il suo teschio in una galleria.
La sera seguente Leona e il giovane agente Jerry Lambert si ritrovano coinvolti in una sparatoria tra delinquenti e civili in un vagone della metropolitana, il quale viene invaso dall'alieno, che compie un'altra ecatombe. Affrontando l'alieno senza successo, Jerry viene ridotto in fin di vita, mentre Leona viene ferita ma subito dopo risparmiata dalla creatura che, grazie alla propria visione termica, comprende che la donna è gravida. Mike si rende conto del fatto che la creatura abbia ucciso esclusivamente persone armate e introdottosi nella metropolitana per un controllo, vede l'alieno decapitare Jerry; il poliziotto getta quindi al suo inseguimento, ma viene intercettato e portato con la forza dagli uomini della DEA nella loro base, scoprendo finalmente su cosa investigavano e cosa nascondevano: si tratta di un alieno non meglio identificato che sta portando panico nella città. 
Gli agenti del governo erano difatti a conoscenza della natura dell'alieno (avendo tra l'altro appreso della fine della squadra del maggiore Dutch anni addietro per mano di un altro esemplare della sua specie) e da settimane studiavano le abitudini dell'essere. Keyes spiega che in tutti i più grandi conflitti della storia dell'uomo, uno di questi cacciatori è stato in agguato, vedendo tutto ciò come un safari per procurarsi trofei. Desideroso di catturarlo per studiarne la biologia e la tecnologia avanzata, Keyes mostra ad Harrigan una trappola preparata da lui in persona per sorprendere il feroce alieno: usare delle attrezzature e delle tute speciali per eludere la visione termica della creatura, per organizzare una spedizione all'interno di un mattatoio che l'alieno frequenta regolarmente per nutrirsi di carne bovina, colpendolo con gas refrigerante. L'alieno tuttavia, feroce quanto astuto, scopre grazie a un altro dei suoi dispostivi i militari ed evita la trappola molto facilmente, assalendo Keyes e i suoi uomini, ma trova in Harrigan, intervenuto sul luogo nonostante l'opposizione del resto della squadra, l'unico essere umano in grado di metterlo in difficoltà, mandando in tilt con l'acqua il suo dispositivo mimetico. Ferito gravemente dal poliziotto, il cacciatore alieno viene momentaneamente messo k.o. da Mike, che gli toglie la maschera. Keyes, sopravvissuto al colpo di cannone dell'alieno, viene ucciso da un affilato disco rotante della creatura, che si dà poi alla fuga. L'inseguimento sembra concludersi sui bordi di un tetto dove entrambi sembrano essere alle strette, ma il poliziotto riesce fortunosamente a mozzare il braccio sinistro al Predator che nel frattempo aveva attivato l'autodistruzione sul bracciale, usando la sua stessa lama a disco. Il mostro cade nel palazzo di fronte e, dopo essersi curato, fugge, mentre Harrigan lo insegue.
L'inseguimento si conclude nel sottosuolo, nell'astronave madre dell'alieno, dove il poliziotto trova tra i vari trofei anche teste di dinosauro; i protagonisti combattono corpo a corpo con le ultime energie, fino a quando Harrigan, apparentemente alla mercé dell'avversario, dilania il petto dell'alieno con la lama a disco, uccidendolo. Al termine del combattimento compaiono altri alieni che circondano Harrigan per poi recuperare il corpo del loro compagno defunto. Uno di loro, dall'aspetto più anziano, regala ad Harrigan un'antica pistola recante una targhetta con inciso l'anno 1715, come segno di rispetto per la sua vittoria.
Dopo ciò le creature ripartono con la loro astronave, mentre Harrigan è soccorso dagli agenti superstiti di Keyes che, comprendendo l'accaduto, capiscono di aver fallito la loro missione. Mentre si allontanano da Harrigan sfinito,  commenta: "Non preoccuparti, stronzetto... ci sarà un'altra occasione", capendo che gli alieni torneranno.

## Altri media
Poco dopo l'uscita del film, venne creato l'omonimo videogioco dalla Domark per Commodore 64 ed Amiga. Nel gioco l'utente veste i panni del tenente Harrigan e deve fronteggiare le bande rivali di spacciatori, prima di arrivare al Predator - Yautja.

## Inesattezze
Nel combattimento finale tra Mike Harrigan e Predator, viene mostrato per un attimo come quest'ultimo veda ancora blu con le fonti di calore arancio nonostante non abbia più l'elmetto. Nel primo capitolo, infatti veniva mostrato come il Predator - Yautja, una volta privo di elmetto, riuscisse a vedere tutto sfuocato e color rosso.
Esiste uno speciale dietro le quinte del film che vede coinvolti, in un ballo di gruppo, tutti i Predator - Yautja nella loro relativa astronave insieme a Danny Glover.

## Citazioni
All'inizio del film, si può ben distinguere un suono che è molto simile al verso emanato da uno Xenomorfo.
Harrigan giunge all'ingresso dell'astronave dei Predator - Yautja, scopre una sala nella quale sono affissi alla parete numerosi crani di tutte le creature cacciate ed uccise dai Predator - Yautja: tra queste, è chiaramente visibile il cranio di uno Xenomorfo (Alien).
Il casco di uno dei predator che appaiono alla fine è lo stesso di Celtic Predator che appare in Alien vs Predator.
Rubén Blades interpreterà in C'era una volta in Messico il ruolo di un detective in pensione dell'FBI che vuole vendicare la morte per mano dei narcos del suo amico e collega Archuleta.

## Distribuzione
In Italia la versione in VHS per il noleggio è uscita con il divieto ai minori di 18 anni. Oggi il film in DVD e Blu-Ray è vietato ai minori di 14 anni.

## Sequel
Il film ha avuto un seguito uscito nel 2010, Predators, terza pellicola della saga, mentre nel 2018 è uscito un quarto capitolo intitolato The Predator. Nel 2022 è uscito anche un quinto capitolo intitolato Prey, che funge da prequel dei primi quattro film.

### AvP
Nel 2004, le creature protagoniste di Alien e Predator si sono scontrate nel film crossover Alien vs. Predator; l'idea di questo film è in parte nata dal fatto che il teschio di un Alien appare nella scena della stanza dei trofei del Predator - Yautja. In realtà l'idea di un confronto tra le due razze aliene era già stata sviluppata alla fine degli anni '80 in una serie a fumetti americana e un videogioco omonimo. Il film ha anche avuto un sequel, Aliens vs. Predator 2 uscito nel 2007. I due film si possono tuttavia ritenere non canonici, poiché le vicende narrate non sono in linea con la saga prequel di Alien.

## Romanzo
Come accaduto per il primo film, anche Predator 2 è stato riadattato in un romanzo, scritto da Simon Hawke e distribuito il 1º dicembre 1990. Il romanzo ignora completamente la continuity del romanzo ispirato al primo film, ricalcando fedelmente la storia del seguito, arricchendola di particolari che nel film sono inesistenti o appena accennati.